# Tribal (émission de télévision)
Tribal est une émission de télévision documentaire québécoise diffusée à partir du 3 avril 2020 sur la chaîne TV5 Québec Canada. Elle suit les périples du docteur en neuropsychologie et aventurier Guillaume Dulude, qui fait aussi office d'animateur de l'émission.

## Synopsis
Guillaume Dulude sort des sentiers battus et va à la rencontre des dernières tribus nomades du monde qui vivent souvent dans des coins reculés et difficiles d'accès. À travers une approche et un système de communication qu'il a développé, il s'intègre au quotidien de ces tribus et vit avec eux afin de découvrir leur mode de vie, leurs traditions mais aussi les impacts du monde moderne sur leur environnement et leurs liens sociaux.

## Tournage
L'équipe de tournage de l'émission est constituée de deux membres seulement : Guillaume Dulude et de Guillaume Beaudoin, directeur photo. Les tribus visitées n'ont pas été contactées avant l'arrivée de l'aventurier et du caméraman, ce qui permet à la caméra de filmer en détail le déroulement des premiers instants lors d'un premier contact avec une tribu éloignée. Cela permet aussi à Guillaume Dulude d'expliquer et de mettre en pratique les techniques de psychologie de la communication interpersonnelle qu'il a développées pour effectuer un bon premier contact :
« Le premier contact, c’est un art. Je dois m’assurer que le contact visuel ne se fera qu’avec moi. Le caméraman, Guillaume Beaudoin, doit garder ses yeux dans la caméra. C’est seulement lorsque la relation sera suffisamment bonne, qu’il y aura une détente, que là, c’est correct. Il peut leur serrer la main. C’est tout un ballet. »
Lors du tournage de l'épisode en Tanzanie chez les Hadzabés, l'animateur a subi une forte réaction allergique à de multiples piqûres d'abeilles lorsqu'il a participé à une activité de cueillette de miel.

## Épisodes
Chaque épisode présente le mode de vie d'une tribu nomade particulière, vivant dans un environnement et un pays unique.
- Les Hadzabés - Tanzanie
- Les Berkutchis - Mongolie
- Les Karos - Éthiopie
- Les Kirghizes - Kirghizistan
- Les Ovahimbas - Namibie
- Les Orang Rimba - Indonésie
- Les Bakas - Gabon
- Les Mokens - Thaïlande